# Matt Moore (Schauspieler)

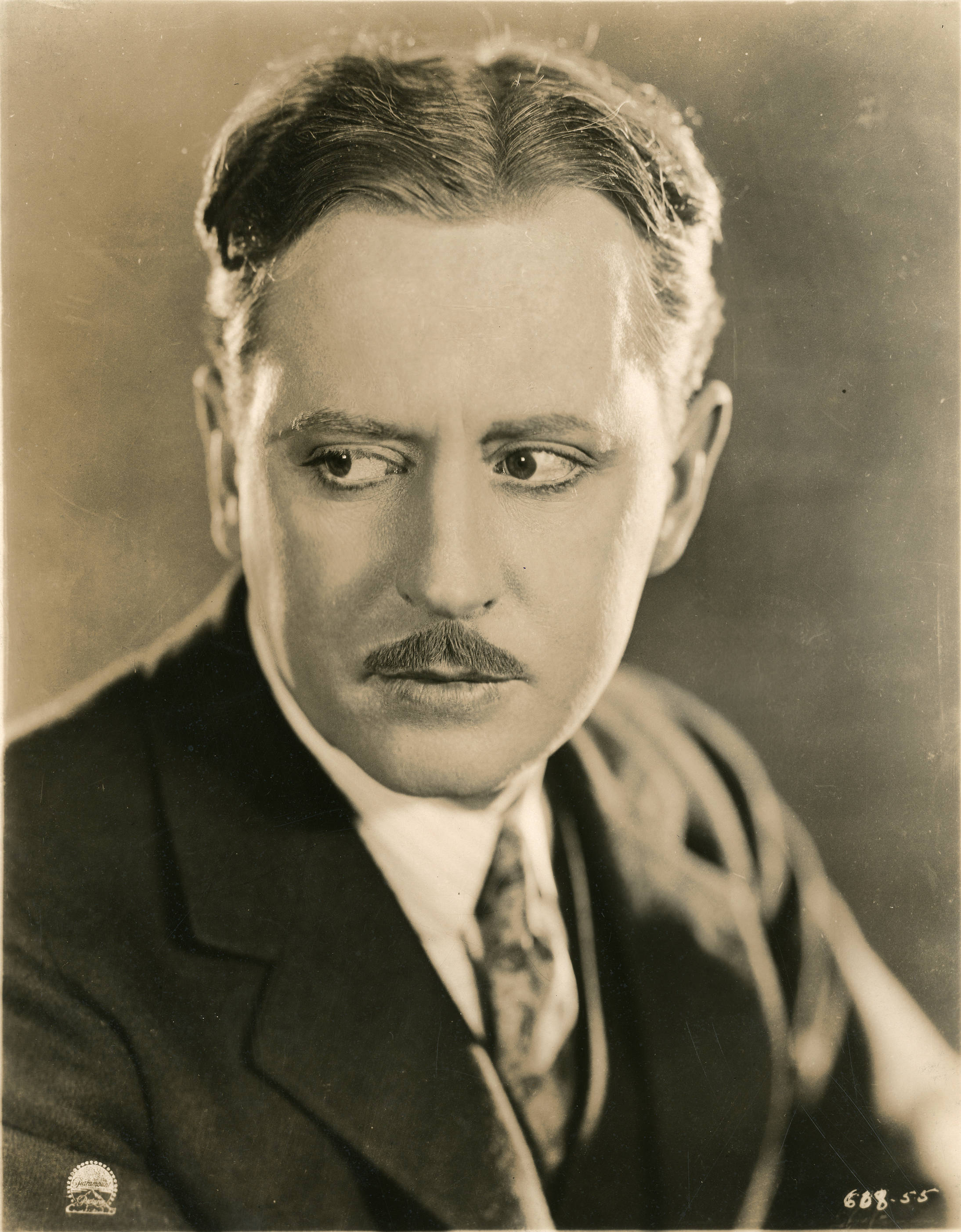
Matt Moore (um 1924)

Matthew „Matt“ Moore (* 8. Januar 1888 in County Meath, Irland; † 20. Januar 1960 in Hollywood, Kalifornien) war ein irisch-amerikanischer Schauspieler und Stummfilmregisseur.

## Leben und Karriere
Matt Moore siedelte mit seiner Familie im Jahr 1896 von Irland in die Vereinigten Staaten über. Seine anderen vier Geschwister gingen ebenfalls in das Showgeschäft: Seine älteren Brüder Tom und Owen Moore erreichten wie auch er in der Stummfilmzeit Prominenz in Hollywood; seine jüngeren Geschwister Mary Moore (1890–1919) und Joe Moore (1894–1926) waren auch Filmschauspieler, erreichten aber vielleicht auch durch ihre frühzeitigen Tode nie größere Bekanntheit.
Insgesamt war Matt Moore zwischen 1912 und 1958 in fast 220 Kinofilmen zu sehen. Gleich einer seiner ersten Filme war der einflussreiche Stummfilm Traffic in Souls über Prostitution, in welchem er die männliche Hauptrolle eines Polizisten verkörperte. Anschließend stieg sein Bekanntheitsgrad an und er brachte es zu einer unspektakulären, aber erfolgreichen Karriere im Stummfilm. Zu seinen heute noch bekanntesten Stummfilmen zählen die Jules-Verne-Verfilmung 20.000 Meilen unter dem Meer (1916) sowie der Horrorfilm Die unheimlichen Drei (1925) unter Regie von Tod Browning. Große Bekanntheit erlangte Matt Moore insbesondere durch den Film Fools in the Dark (1924) von Alfred Santell, in dem er eine beeindruckende Kampfszene absolvierte. Von 1913 bis 1917 führte Moore ebenfalls bei insgesamt 18 Stummfilmen Regie, kehrte allerdings schon 1917 wieder komplett zur Schauspielerei zurück.
Eine seiner letzten großen Rollen übernahm Moore im Jahr 1929 in Coquette an der Seite von Mary Pickford, die für diesen Film den Oscar erhielt. Ab den frühen 1930er-Jahren musste er sich in den meisten Fällen mit kleineren Rollen begnügen, dennoch übernahm er bis Ende der 1950er-Jahre zahlreiche Filmauftritte. Beispielhaft spielte er einen Arzt in Rain (1932) mit Joan Crawford und einen Geistlichen in Die große Liebe meines Lebens (1957) an der Seite von Deborah Kerr und Cary Grant. In den 1950er-Jahren übernahm er auch vereinzelt Rollen im US-Fernsehen. In seinem Todesjahr 1960 erhielt der unverheiratete Matt Moore einen Stern auf dem Hollywood Walk of Fame.

## Filmografie (Auswahl)
- 1912: Tangled Relations
- 1913: Seelenhändler (Traffic in Souls)
- 1916: 20.000 Meilen unter dem Meer (20,000 Leagues Under the Sea)
- 1919: The Glorious Lady
- 1921: Straight Is the Way
- 1923: White Tiger
- 1924: Fools in the Dark
- 1925: His Majesty, Bunker Bean
- 1925: Die unheimlichen Drei (The Unholy Three)
- 1925: Frauen und Pferde (The Way of a Girl)
- 1929: Coquette
- 1931: Stout Hearts and Willing Hands
- 1931: Consolation Marriage
- 1931: The Front Page
- 1932: Rain
- 1932: Little Orphan Annie
- 1939: Teufelsreiter von Texas (Range War)
- 1943: Dr. Gillespie’s Criminal Case
- 1944: Tagebuch einer Frau (Mrs. Parkington)
- 1944: Wilson
- 1945: Ich kämpfe um dich (Spellbound)
- 1948: B.F.’s Daughter
- 1948: Johanna von Orleans (Joan of Arc)
- 1948: Der beste Mann der Stadt (Good Sam)
- 1949: Das Schicksal der Irene Forsyte (That Forsyte Woman)
- 1949: Neptuns Tochter (Neptune’s Daughter)
- 1949: Malaya
- 1950: Die Tote in den Dünen (Mystery Street)
- 1950: Wilde Jahre in Lawrenceville (The Happy Years)
- 1951: Hübsch, jung und verliebt (Rich, Young and Pretty)
- 1951: Der große Caruso (The Great Caruso)
- 1951: Der Gauner und die Lady (The Law and the Lady)
- 1951: Zu jung zum Küssen (Too Young to Kiss)
- 1951: Von Gier besessen (Inside Straight)
- 1952: Schiff ohne Heimat (Plymouth Adventure)
- 1952: Geborgtes Glück (Invitation)
- 1954: Eine Braut für sieben Brüder (Seven Brides for Seven Brothers)
- 1954: Die Intriganten (Executive Suite)
- 1954: Damals in Paris (The Last Time I Saw Paris)
- 1955: Des Königs Dieb (The King's Thief)
- 1956: Das Herz eines Millionärs (These Wilder Years)
- 1956: Wo Männer noch Männer sind (Pardners)
- 1957: Warum hab’ ich ja gesagt? (Designing Woman)
- 1957: Die große Liebe meines Lebens (An Affair to Remember)
- 1957: Ein Leben im Rausch (The Helen Morgan Story)
- 1958: I Bury the Living